# Gerechtigkeitsmarsch

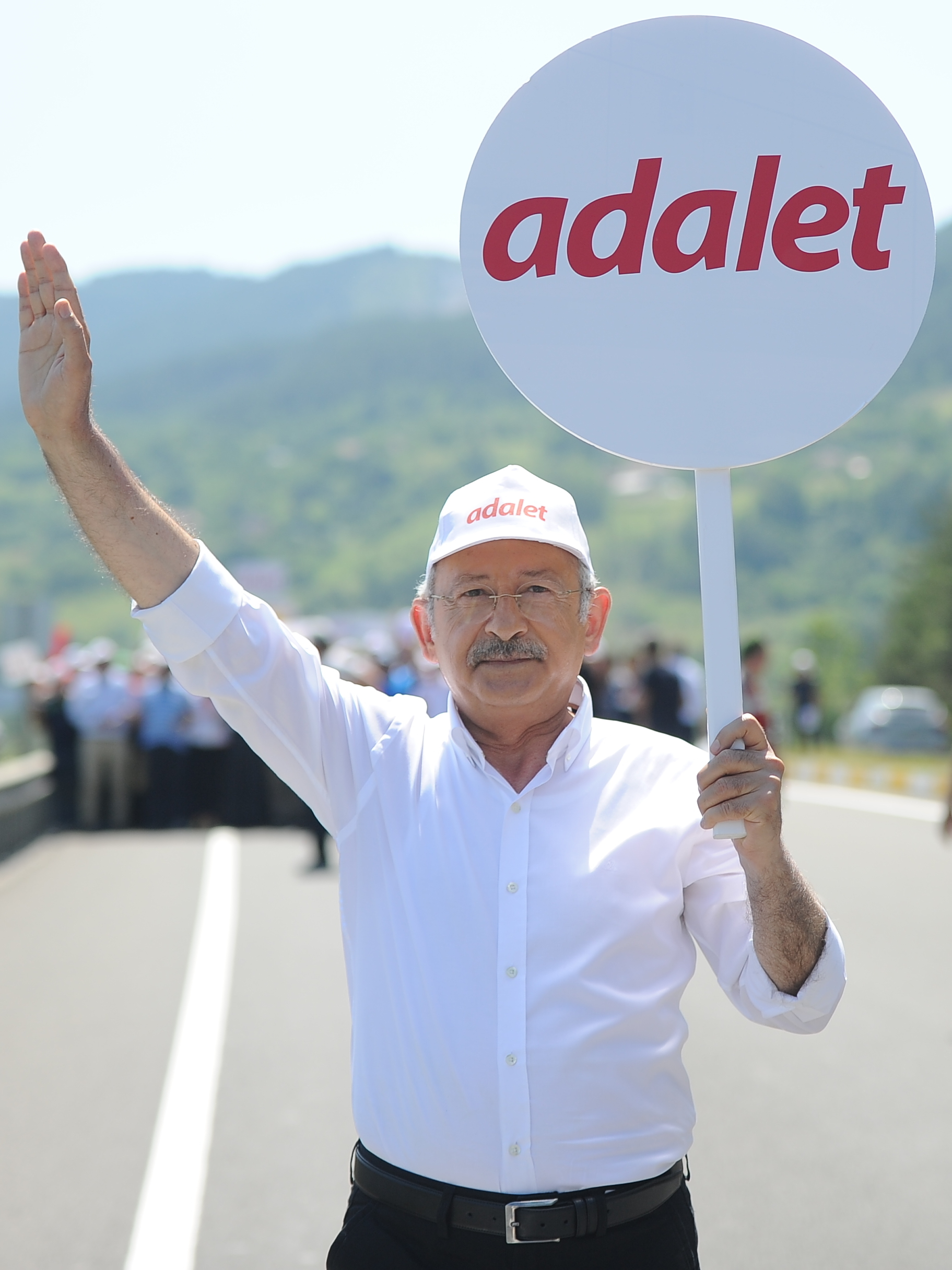
Kılıçdaroğlu beim Protestmarsch

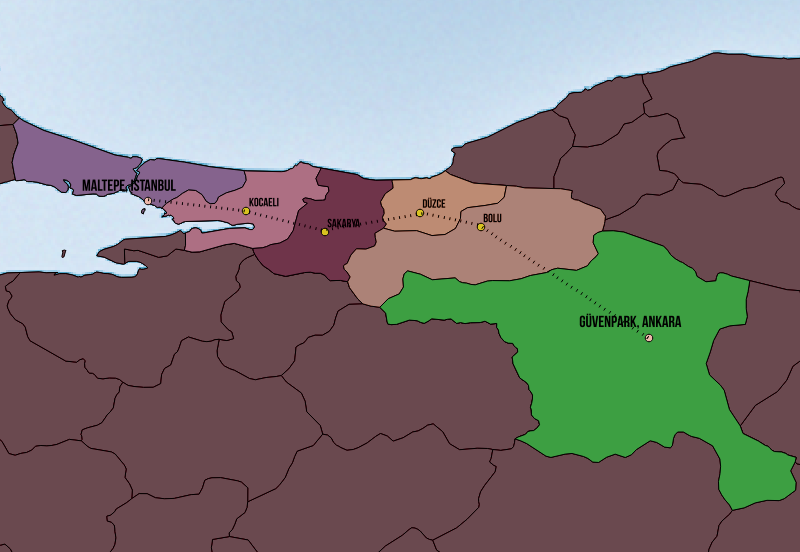
Route des Gerechtigkeitsmarsches

Der Gerechtigkeitsmarsch (auch Marsch der Gerechtigkeit, türkisch: Adalet yürüyüşü) war eine Protestveranstaltung der türkischen Zivilgesellschaft um den Oppositionspolitiker Kemal Kılıçdaroğlu. Als Zeichen des Widerstands lief er mit seinen Anhängern 450 Kilometer von Ankara nach Istanbul. Die Abschlusskundgebung fand am 9. Juli 2017 in Maltepe an den Ufern des Marmarameeres laut Medienberichten vor mehr als zwei Millionen Teilnehmern statt.
Der Marsch war ein Protest gegen die repressive Politik der türkischen Regierung nach dem Putschversuch in der Türkei. In dessen Folge wurden bisher mindestens 50.000 Menschen inhaftiert und 150.000 aus dem Staatsdienst entlassen. Unmittelbarer Auslöser war die langjährige Gefängnisstrafe für den CHP-Politiker Enis Berberoğlu bezüglich des Cumhuriyet-Prozesses. Die Haftstrafe wurde allerdings nur möglich, weil auch die CHP im Vorjahr einer Verfassungsänderung zugestimmt hatten, die die Aufhebung der Immunität von Parlamentsabgeordneten wesentlich erleichterte, was zunächst nur für die HDP gedacht war.
Die Teilnehmer liefen vom 15. Juni bis zum 9. Juli 2017. Dabei legten sie täglich rund 20 Kilometer zurück. Zu den Teilnehmern zählten neben Anhängern der politischen Opposition auch Gewerkschafter, Künstler, Journalisten, Akademiker, Fußballfans und Vertreter der Kurden. Die kurdische HDP zögerte lange, ob sie teilnehmen solle, da die Kurden sich beim Vorgehen der Regierung in Sur und Cizre und bei der Aufhebung der Immunität ihrer Abgeordneten und der Parteivorsitzenden von der CHP und Kılıçdaroğlu in Stich gelassen fühlten. Erst am 19. Tag des Marsches nahm die kurdische Oppositionspartei an dem Marsch teil.

## Reaktionen
- Recep Tayyip Erdoğan erklärte den Marsch für illegal. Er bezichtigte die Demonstranten der Nähe zur Gülen-Bewegung, die er auch für den Putschversuch verantwortlich macht.[7][8]
- Binali Yıldırım meinte, dass man Gerechtigkeit nicht auf der Straße finden könne und bezeichnete den Marsch als Provokation.[9]
- Die HDP bekräftigte, dass man sich dem „Putsch gegen die Opposition“ nicht beugen werde.[10]
- Devlet Bahçeli warf Kılıçdaroğlu „Übertreibung“ und das „gewollte Herbeiführen von Chaos“ vor.[11]
- Meral Akşener meinte, dass jeder nachdenken solle, wenn dem Oppositionsführer nichts anderes übrig bleibe, als mit einem „Adalet-Schild“ auf die Straßen zu gehen.[12]